# Boukary Dramé
Boukary Dramé (* 22. července 1985, Villepinte, Francie) je ve Francii narozený senegalský fotbalový obránce a bývalý reprezentant, od roku 2014 hráč klubu Atalanta BC.

## Klubová kariéra
Boukary Dramé hrál ve Francii za Paris Saint-Germain (zde zahájil svou profesionální kariéru a v sezóně 2005/06 vyhrál Coupe de France - francouzský fotbalový pohár) a FC Sochaux-Montbéliard. Sezónu 2008/09 strávil na hostování ve španělském celku Real Sociedad.
23. srpna 2011 přestoupil jako volný hráč do italského týmu AC ChievoVerona, kde si vybral dres s číslem 93.
V roce 2014 přestoupil do jiného italského klubu Atalanta BC.

## Reprezentační kariéra
V seniorské reprezentaci Senegalu debutoval 17. srpna 2005 v přátelském utkání s Ghanou (hrálo se v Londýně). Nastoupil do druhého poločasu, zápas skončil remízou 0:0.
Zúčastnil se Afrického poháru národů 2006 v Egyptě, kde Senegal podlehl v zápase o 3. místo Nigérii 0:1.